# 임포항 (여수시)
임포항은 전라남도 여수시 돌산읍 율림리 임포마을에 있는 어항이다. 2007년 8월 8일 어촌정주어항으로 지정하여 관리하고 있다. 시설관리자는 여수시장이다.

## 어항 구역
- 수역: 북위 34° 35′37″, 동경 127° 48′ 29″의 지점에서 N35°W방향으로 105m점과 이점에서  S55°W방향으로 210m점과  S25°W방향으로 육지부를 연결하는 선을 따라 형성된 공유수면[1]

## 어항 시설
- 방파제 146m, 부잔교 1기

## 기본 계획
- 방파제 146m, 부잔교 1기, 경사로 8m[1]

## 정비 계획
- 경사로 8m[2]

## 주요 어종
- 삼치, 갈치